# Urceolina (Amaryllidaceae)
Urceolina là chi thực vật có hoa trong họ Amaryllidaceae.